# Président de la république du Congo
Ne doit pas être confondu avec Président de la République démocratique du Congo.
Le président de la république du Congo est le chef de l’État de la république du Congo.

## Mode de scrutin
Le président de la république du Congo est élu pour un mandat de cinq ans renouvelable deux fois au scrutin uninominal majoritaire à deux tours. Est élu le candidat qui réunit la majorité absolue des suffrages exprimés au premier tour. À défaut, les deux candidats arrivés en tête s'affrontent lors d'un second tour organisé vingt et un jours après la proclamation des résultats du premier par la Cour constitutionnelle, et celui réunissant le plus de suffrages est déclaré élu.

## Sources